# Y Phôn Ksor
Đây là một tên người Ê Đê; họ tên được viết theo thứ tự tên trước, họ sau: họ là Ksor.
Y Phôn Ksor là một trong những nhạc sĩ tiêu biểu của khu vực Tây Nguyên, Việt Nam. Ông được biết đến khi sáng tác các ca khúc đậm chất âm nhạc dân tộc thiểu số Tây Nguyên, đặc biệt với các ca khúc "Chim Phí bay về cội nguồn", "Đi tìm lời ru nữ thần mặt trời", "Đôi chân trần".

## Tiểu sử
Y Phôn Ksor sinh ngày 17 tháng 3 năm 1961, tại buôn Sơk, xã Dliê Yang huyện Ea H’Leo, tỉnh Đắk Lắk. Y Phôn là người dân tộc Ê đê nhưng lại mạng họ Ksor của người Gia Rai. Ông là con thứ 5 trong gia đình có 8 anh chị em, mẹ ông là một nghệ nhân thổi sáo đing puốt, bố là nghệ nhân chơi chiêng; lên 7 tuổi ông đã chơi thạo đàn goong, lên 11 tuổi đã theo đoàn biểu diễn cồng chiêng. Nhà Y Phôn khi đó có 4 dàn chiêng với giá trị khá cao.

## Sự nghiệp
Năm 1983, Y Phôn theo học Thanh nhạc tại Trường Trung học Nghệ thuật Đắk Lắk, là một trong số sinh viên khóa đầu của khoa và là học trò của nghệ sĩ Linh Nga Niê Kđăm. Năm 1987, Y Phôn tốt nghiệp nhưng không theo nghệ thuật chuyên nghiệp mà làm nương rẫy phụ giúp gia đình; song ông vẫn tự sáng tác nhạc. Năm 1990, Y Phôn về làm cán bộ phòng Văn hóa và Thông tin huyện Ea H’leo, bài hát đầu tay của ông là "Lời ru mùa lúa", nhưng phải đến năm 1992, khi tham dự trại sáng tác âm nhạc khu vực Tây Nguyên, ông trình làng ca khúc "Chim phí bay về cội nguồn" thì mới bắt đầu được chú ý đến. Ca khúc này giúp Y Jack Arul đoạt huy chương bạc Hội diễn ca múa nhạc chuyên nghiệp toàn quốc năm 1993.
Năm 1993, Y Phôn chuyển đến công tác tại Đoàn Ca múa dân tộc Đắk Lắk giữ vai trò hát bè cho nghệ sĩ Y Moan, đồng thời sáng tác được một số ca khúc mới "Đi tìm lời ru nữ thần mặt trời", "Đôi chân trần". "Đi tìm lời ru nữ thần mặt trời" đã giúp ca sĩ Y Moan đoạt huy chương vàng tại Liên hoan ca múa nhạc chuyên nghiệp toàn quốc 1995. Ca khúc chỉ được biết đến rộng rãi qua màn biểu diễn của ca sĩ Y Jack Arul tại Liên hoan tiếng hát truyền hình toàn quốc năm 1997. Năm 1995, ông sáng tác ca khúc "Đôi chân trần", ca khúc trở nên phổ biến qua giọng hát Y Moan và là ca khúc duy nhất ông viết lời bằng tiếng Việt phổ thông. Các ca khúc khác, Y Phôn thường viết lời bằng tiếng Ê đê trước sau đó chuyển nghĩa sang tiếng Việt.
Năm 2004, theo lời nhạc sĩ An Thuyên, Y Phôn được cử đi học Sáng tác tại Trường Đại học Văn hóa Nghệ thuật Quân đội Ông từng làm đến vị trí Phó trưởng Đoàn ca múa nhạc dân tộc Đắk Lắk. Y Phôn KSơr còn biên soạn giáo trình, tham gia công tác giảng dạy cồng chiêng và các loại nhạc cụ của các dân tộc thiểu số Tây Nguyên cho thế hệ trẻ.
Năm 2018, Y Phôn Ksor được phong danh hiệu Nghệ sĩ ưu tú và nghỉ hưu năm 2021.

## Gia đình
Vợ ông là bà H’Nhat Kpă, tốt nghiệp Trường Đại học Văn hóa Tây Nguyên, sau đó làm giảng viên âm nhạc. Con gái đầu của họ tốt nghiệp chuyên ngành quản lý tài nguyên môi trường. Còn con trai là sinh viên Trường Đại học Bách khoa Đà Nẵng.

## Hoạt động

### Sáng tác
Đi tìm lời ru Nữ thần Mặt Trời, Cư Mga dấu chân qua, Đôi chân trần, Chim phí bay về cội nguồn, Hoang sơ lời kể khan, Lời của mẹ ru, Giọt mưa trắng, Cô gái trở về một mình, Tak tà đêm trăng Hai dòng sông (tiếng Êđê), Chiếc gùi, ...

### Chương trình
2020 – Khách mời chương trình Dấu ấn tài hoa của Đài Phát thanh - Truyền hình và Báo Bình Phước

## Giải thưởng
- 1999 – Giải B của Liên hiệp các Hội Văn học - Nghệ thuật Việt Nam với ca khúc Đi tìm lời ru Nữ thần Mặt Trời[2][3]
- 1997 – Giải Khuyến khích Hội Nhạc sĩ Việt Nam với ca khúc Chim Phí bay về cội nguồn[3]
- Kỷ niệm chương vì sự nghiệp Văn học Nghệ thuật Việt Nam[5]
- Kỷ niệm chương vì sự nghiệp Văn hóa, Thể thao và Du lịch[5]
- Bằng chứng nhận Huy chương Vàng “Tác phẩm Đi tìm Lời ru Nữ thần mặt trời”[5]
- Bằng chứng nhận Huy chương Vàng Tác phẩm: Độc tấu Ching Kram[5]